# میسن سیتی (نبراسکا)
میسن سیتی(به انگلیسی: Mason City) شهری در ایالت نبراسکا کشور ایالات متحده آمریکا است که جمعیت آن در سرشماری سال ۲۰۱۰ میلادی، ۱۷۱ نفر بوده‌است.